# Ammotrechella stimpsoni
Ammotrechella stimpsoni es una especie de arácnido  del orden Solifugae de la familia Ammotrechidae.

## Distribución geográfica
Se encuentra en México y Florida.